# Martin Ivarson
Martin Ivarson, född 15 april 1894 i Katrineholm, död 1965 i Sollentuna, var en svensk nottryckare, målare och tecknare.
Han var son till byggmästaren Ivar Andersson och Augusta  Wilhelmina Eriksson och 1923-1927 gift med Hedvig Charlotta Åberg. Han var bror till Sari Ivarson. Han  utbildade sig till konstnär genom självstudier och var därefter en tid vid Edward Berggrens målarskola i Stockholm. Han medverkade i HSB:s utställning God konst i alla hem ett flertal gånger och tillsammans med Carl-Einar Borgström  och Aly Salem ställde han ut på Galleri Brinken i Stockholm. Hans konst består av svenska landskapsmotiv, park och fjällmotiv i olja, akvarell eller pastell.